# Ministre de Belles Arts
El Ministre de Belles Arts fou un departament oficial del govern de la República Irlandesa, l'estat autoproclamat que fou establit en 1919 pel Dáil Éireann. El càrrec fou abolit al cap de tres mesos.

## Ministre de Belles Arts
| Núm. | Nom            | Mandat             | Mandat             | Partit    | President de la República Irlandesa | President de la República Irlandesa |
| ---- | -------------- | ------------------ | ------------------ | --------- | ----------------------------------- | ----------------------------------- |
| 1    | comte Plunkett | 26 d'agost de 1921 | 9 de gener de 1922 | Sinn Féin |                                     | Éamon de Valera                     |